# Borso d'Este
Borso d'Este (1413 – 20 de Agosto de 1471) foi o primeiro Duque de Ferrara, que governou desde 1450 até à sua morte. Era membro da influente família Este.

## Biografia
Borso era filho ilegítimo de Nicolau III d’Este (Niccolò III), Marquês de Ferrara, Módena e Reggio, e da sua amante Stella de' Tolomei. Sucedeu a seu irmão Leonel d'Este (Leonello) no marquesado em 1 de Outubro de 1450.

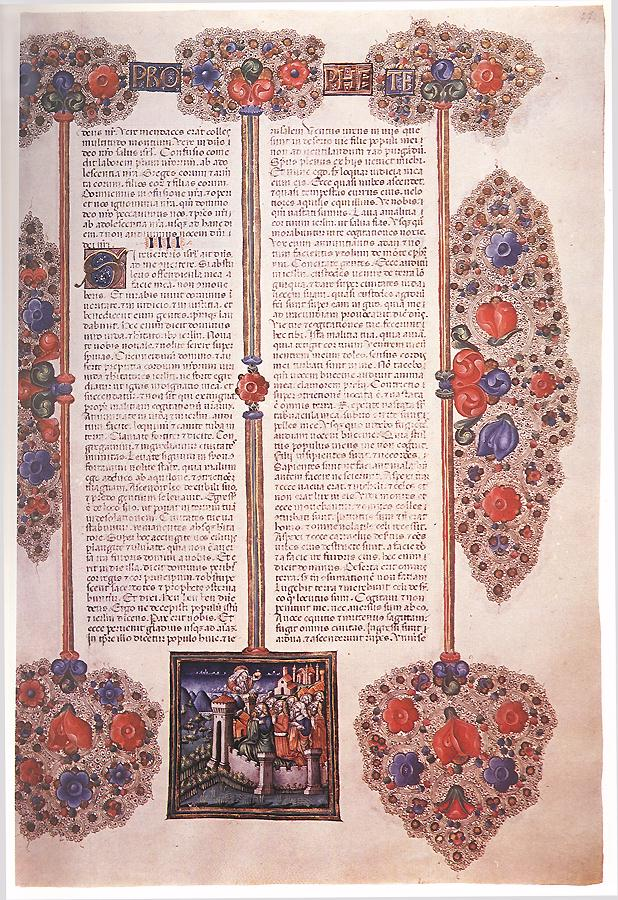
Uma página da Bíblia de Borso d'Este.

Em 18 de Maio de 1452 foi reconfirmado nos seus feudos, como Duque, pelo Imperador Frederico III. Em 12 de Abril de 1471, na Basílica de S. Pedro, foi também nomeado Duque de Ferrara pelo Papa Paulo II.
Borso seguiu uma política expansionista para os seus estados, procurando promover a sua família. Em termos gerais, foi um aliado da República de Veneza, e inimigo de Francisco I Sforza, Duque de Milão, e da família Médici. Estas rivalidades levaram à indecisiva Batalha de Molinella.
Era um governante apreciado pelos seus súbditos: a única questão de forte crítica foi o seu projecto de construir uma montanha a partir do nada, em 1471, projecto que foi forçado a abandonar.
A corte de Borso foi o centro da chamada Escola de Pintura de Ferrara, cujos membros incluíam Francesco del Cossa, Ercole dei Roberti e Cosimo Tura. Apoiados e patrocinados durante o governo de Borso, realizaram um magnífico trabalho que são os frescos no en:Palazzo Schifanoia. Borso protegeu também numerosos músicos, incluindo Pietrobono del Chitarrino, Niccolò Todesco e Blasio Montolino.
Apesar de, em relatos posteriores (caso da obra Orlando Furioso de Ludovico Ariosto) ele ser retratado como um magnânimo patrono das artes, ao contrário, era até um pouco avarento no gasto de dinheiro com a cultura: um exemplo famoso dessa atitude foi a sua recusa de pagar a Cossa, que por isso se mudou Bolonha onde veio a fundar a Escola Bolonhesa. Borso d'Este é especialmente recordado pela famosa Bíblia com o seu nome, um dos mais famosos trabalhos de miniatura da Renascença em Itália, e que ele patrocinara em 1455.
Borso nunca casou não deixando herdeiros.
O seu successor foi o sei meio-irmão, Hércules I d'Este.